# Johnny Depp
John Christopher Depp II (sinh ngày 9 tháng 6 năm 1963) là một nam diễn viên, nhà sản xuất điện ảnh và nhạc sĩ người Mỹ. Trong suốt sự nghiệp của mình, ông là người nhận được nhiều giải thưởng khác nhau, bao gồm giải Quả cầu vàng và Giải thưởng của Nghiệp đoàn Diễn viên Màn ảnh, cùng với các đề cử cho 3 giải Oscar và 2 giải BAFTA.
Depp xuất hiện lần đầu tiên trong bộ phim kinh dị A Nightmare on Elm Street (1984), trước khi nổi lên với tư cách là một thần tượng tuổi teen trên loạt phim truyền hình 21 Jump Street (1987–1990). Trong những năm 1990, Depp chủ yếu đóng phim độc lập, thường đóng những nhân vật lập dị. Chúng bao gồm What's eat Gilbert Grape (1993), Benny and Joon (1993), Dead Man (1995), Donnie Brasco (1997), và Fear and Loathing in Las Vegas (1998). Depp cũng bắt đầu hợp tác với đạo diễn Tim Burton, đóng vai chính trong Edward Scissorhands (1990), Ed Wood (1994) và Sleepy Hollow (1999).
Trong những năm 2000, Depp trở thành một trong những ngôi sao điện ảnh thành công nhất về mặt thương mại khi thủ vai thuyền trưởng Jack Sparrow trong loạt phim ăn khách Cướp biển vùng Caribe (2003–nay). Anh nhận được lời khen từ giới phê bình với Finding Neverland (2004), và tiếp tục hợp tác thành công về mặt thương mại với Tim Burton với các phim Charlie and the Chocolate Factory (2005), Corpse Bride (2005), Sweeney Todd: The Demon Barber of Fleet Street (2007), và Alice in Wonderland (2010). Năm 2012, Depp là một trong những ngôi sao điện ảnh lớn nhất thế giới, và được ghi vào sách Kỷ lục Guinness Thế giới là nam diễn viên được trả lương cao nhất thế giới với 75 triệu đô la Mỹ. Trong những năm 2010, Depp bắt đầu sản xuất phim thông qua công ty của mình, Infinitum Nihil, và thành lập siêu nhóm nhạc rock Hollywood Vampires với Alice Cooper và Joe Perry.
Từ năm 2015 đến năm 2017, Depp đã kết hôn với nữ diễn viên Amber Heard. Cuộc ly hôn của họ đã thu hút sự chú ý của giới truyền thông khi Heard cáo buộc rằng Depp đã lạm dụng trong suốt mối quan hệ của họ. Vào năm 2018, Depp tuyên bố rằng Heard đã lạm dụng anh ta trước khi anh ta kiện không thành công các nhà xuất bản của tờ báo lá cải của Anh The Sun vì tội phỉ báng theo luật của Anh. Depp sau đó đã kiện Heard vì tội phỉ báng ở Virginia sau khi cô viết một bài báo nói rằng cô là nạn nhân công khai của bạo lực gia đình. Phiên tòa xét xử Depp kiện Heard bắt đầu vào năm 2022 và kết thúc với phán quyết của bồi thẩm đoàn có lợi cho Johnny Depp. Depp cũng có mối quan hệ với ca sĩ người Pháp Vanessa Paradis từ năm 1998 đến năm 2012; họ có hai con, bao gồm nữ diễn viên kiêm người mẫu Lily-Rose Depp.

## Đầu đời và tổ tiên
John Christopher Depp II sinh ngày 9 tháng 6 năm 1963 tại Owensboro, Kentucky, là con út trong số bốn người con của nữ hầu bàn Betty Sue Palmer (nhũ danh Wells) và kỹ sư dân dụng John Christopher Depp. Gia đình Depp thường xuyên chuyển nhà trong thời thơ ấu của anh, cuối cùng định cư ở Miramar, Florida vào năm 1970. Cha mẹ anh ly hôn năm 1978 khi anh 15 tuổi, và mẹ anh sau đó kết hôn với Robert Palmer, người mà Depp đã gọi là "nguồn cảm hứng".
Depp được mẹ tặng một cây đàn guitar khi anh 12 tuổi và bắt đầu chơi trong nhiều ban nhạc khác nhau. Ông bỏ học tại trường trung học Miramar ở tuổi 16 vào năm 1979 để trở thành một nhạc sĩ nhạc rock. Ông ấy đã cố gắng trở lại trường học hai tuần sau đó, nhưng hiệu trưởng bảo anh ấy hãy theo đuổi ước mơ trở thành một nhạc sĩ. Năm 1980, Depp bắt đầu chơi guitar trong ban nhạc The Kids. Sau thành công khiêm tốn tại địa phương ở Florida, ban nhạc chuyển đến Los Angeles để theo đuổi một hợp đồng thu âm, đổi tên thành Six Gun Method. Ngoài ban nhạc, Depp còn làm nhiều công việc lặt vặt khác, chẳng hạn như tiếp thị qua điện thoại. Vào tháng 12 năm 1983, Depp kết hôn với nghệ sĩ trang điểm Lori Anne Allison, em gái của tay bass và ca sĩ trong ban nhạc của ông. The Kids tách ra trước khi ký hợp đồng thu âm vào năm 1984, và Depp sau đó bắt đầu hợp tác với ban nhạc Rock City Angels. Ông đồng sáng tác bài hát "Mary" của họ, xuất hiện trong album đầu tay của Geffen Records Young Man's Blues. Depp và Allison ly hôn năm 1985.
Depp chủ yếu là người gốc Anh, với một số tổ tiên Pháp, Đức và Ireland. Họ của ông xuất phát từ một người Pháp nhập cư Huguenot (Pierre Dieppe, người định cư ở Virginia vào khoảng năm 1700). Ông cũng là hậu duệ của nhà đấu tranh tự do thuộc địa Elizabeth Key Grinstead (1630–1665), con gái của chủ đồn điền người Anh và thành viên của  Nhà Virginia Thomas Key và một phụ nữ châu Phi mà ông bắt làm nô lệ. Trong các cuộc phỏng vấn vào năm 2002 và 2011, Depp tuyên bố có tổ tiên là người Mỹ bản địa, nói rằng, "Tôi đoán tôi có một số người Mỹ bản địa ở đâu đó dưới dòng dõi. Bà cố của tôi khá là người Mỹ bản địa, bà lớn lên ở Cherokee hoặc có thể là người da đỏ Creek. Có lý khi đến từ Kentucky, nơi có nhiều người da đỏ Cherokee và Creek." Tuyên bố của Depp bị xem xét kỹ lưỡng khi tờ Indian Country Today tuyên bố rằng Depp chưa bao giờ hỏi về di sản của mình cũng như không được công nhận là thành viên của Cherokee Nation. Điều này dẫn đến sự chỉ trích từ cộng đồng người Mỹ bản địa, vì Depp không có tài liệu về tổ tiên bản địa, và các nhà lãnh đạo cộng đồng người bản xứ gọi anh ta là "một người không phải là người Anh Điêng".  Sự lựa chọn của Depp để thể hiện Tonto, một nhân vật người Mỹ bản địa, trong The Lone Ranger đã bị chỉ trích, cùng với sự lựa chọn của anh ấy để đặt tên cho ban nhạc rock của mình là "Tonto's Giant Nuts". Trong quá trình quảng bá cho The Lone Ranger, Depp được LaDonna Harris, một thành viên của Comanche Nation, nhận làm con trai danh dự, khiến anh trở thành thành viên danh dự của gia đình cô nhưng không phải là thành viên của bất kỳ bộ lạc nào. Phản ứng chỉ trích đối với các tuyên bố của anh ấy từ cộng đồng người bản địa đã tăng lên sau sự việc này, bao gồm cả những đoạn miêu tả châm biếm Depp của các diễn viên hài người bản địa.  Một quảng cáo có hình ảnh Depp và người Mỹ bản địa, của Dior cho nước hoa "Sauvage", đã bị hủy bỏ vào năm 2019 sau khi bị cáo buộc chiếm đoạt văn hóa và phân biệt chủng tộc.

## Sự nghiệp

### 1984–1989: Các vai diễn ban đầu và21 Jump Street

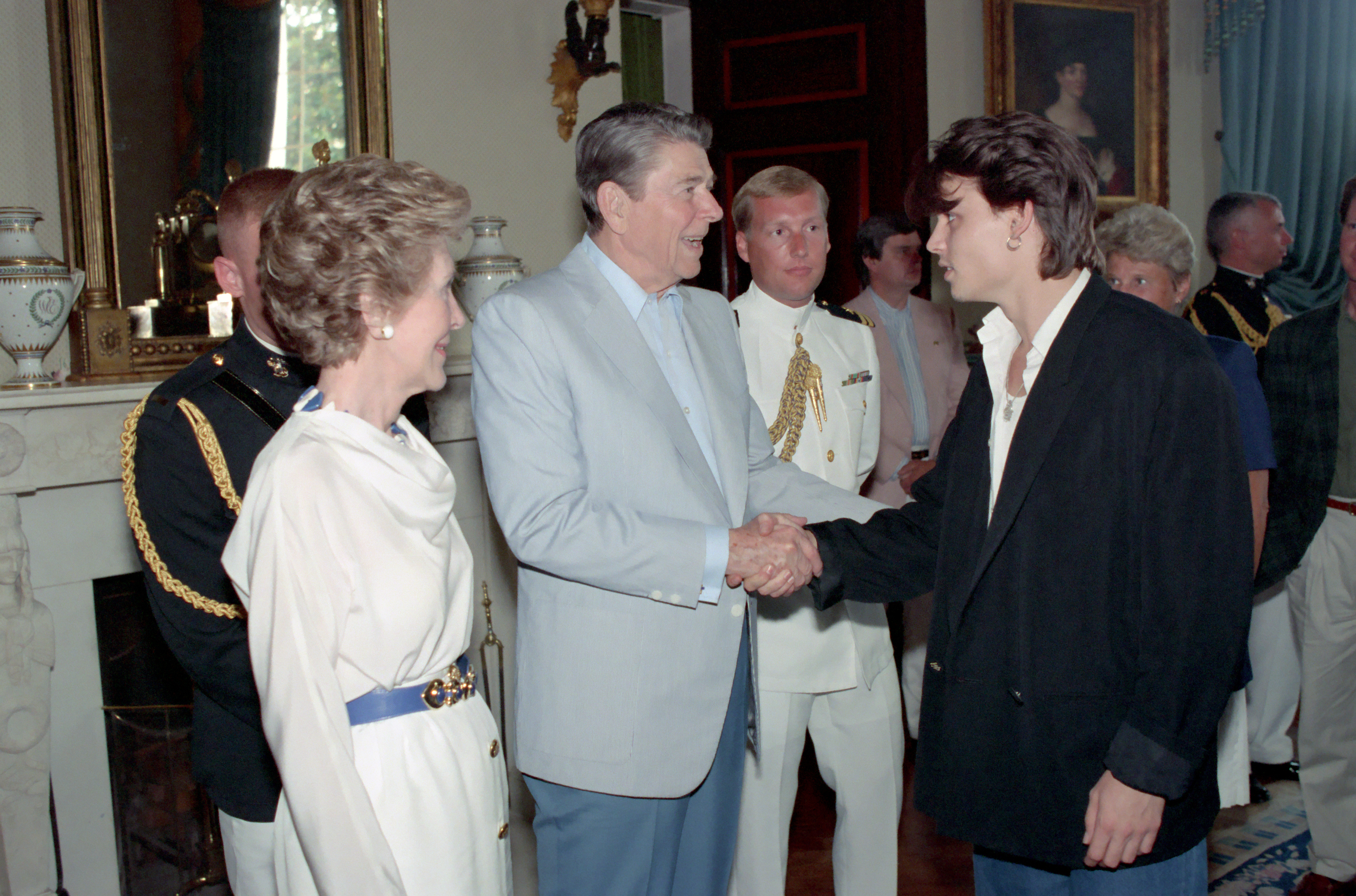
Depp chào Tổng thống Ronald Reagan tại Nhà Trắng cho Quỹ Lạm dụng Ma túy Nancy Reagan năm 1988.

Vào đầu những năm 1980, vợ khi đó của Depp là Lori Ann Allison đã giới thiệu anh với nam diễn viên Nicolas Cage, người đã khuyên anh theo đuổi sự nghiệp diễn xuất. Depp cũng cho rằng James Dean là chất xúc tác khiến anh ấy muốn trở thành một diễn viên. Vai diễn điện ảnh đầu tiên của Depp là trong bộ phim kinh dị A Nightmare on Elm Street (1984), trong đó anh đóng vai bạn trai của nhân vật chính và là một trong những nạn nhân của Freddy Krueger. Sau khi đóng vai chính trong bộ phim hài Private Resort (1985), Depp được chọn vào vai chính của bộ phim truyền hình về trượt băng Thrashin (1986) của đạo diễn bộ phim, nhưng quyết định sau đó đã bị nhà sản xuất bỏ qua. Thay vào đó, Depp xuất hiện trong một vai phụ nhỏ với tư cách là một tư nhân nói tiếng Việt trong bộ phim truyền hình Chiến tranh Việt Nam của Oliver Stone (1986). Depp đã trở thành một thần tượng tuổi teen vào cuối những năm 1980, khi anh đóng vai cảnh sát chìm trong hoạt động của một trường trung học trong loạt phim truyền hình Fox 21 Jump Street , công chiếu vào năm 1987. Anh nhận vai này để làm việc cùng nam diễn viên Frederic Forrest, người đã truyền cảm hứng cho anh ấy. Bất chấp thành công của mình, Depp cảm thấy rằng loạt phim "buộc [anh] phải đóng vai trò là sản phẩm".

### 1990–2002: Phim độc lập và lần đầu tiên hợp tác với Tim Burton
Vỡ mộng với những trải nghiệm của mình khi là một thần tượng tuổi teen trong 21 Jump Street, Depp bắt đầu chọn những vai diễn mà anh thấy thú vị hơn là những vai anh nghĩ sẽ thành công ở phòng vé.  Bộ phim phát hành đầu tiên của anh vào năm 1990 là Cry-Baby của John Waters, một bộ phim hài âm nhạc lấy bối cảnh những năm 1950. Mặc dù nó không thành công về doanh thu phòng vé khi phát hành lần đầu,  trong những năm qua, nó đã đạt được vị thế kinh điển đình đám. Cũng trong năm 1990, Depp đóng vai chính trong bộ phim viễn tưởng lãng mạn Edward Scissorhands của Tim Burton cùng với Dianne Wiest và Winona Ryder. Bộ phim thành công về mặt thương mại và phê bình với tổng doanh thu nội địa là $ 53 triệu. Để chuẩn bị cho vai diễn, Depp đã xem nhiều phim của Charlie Chaplin để nghiên cứu ý tưởng tạo ra sự đồng cảm mà không cần đối thoại. Peter Travers của Rolling Stone ca ngợi màn trình diễn của Depp nói rằng anh ấy "thể hiện một cách nghệ thuật niềm khao khát mãnh liệt ở Edward hiền lành; đó là một màn trình diễn tuyệt vời", trong khi Rita Kempley của The Washington Post nói rằng anh ấy "mang đến khả năng hùng biện của sự im lặng thời đại này chỉ cần một vài từ, nói tất cả qua đôi mắt đen sáng ngời và sự chăm sóc cẩn thận mà anh ấy nắm giữ đôi tay đóng phim kinh dị của mình.  Depp đã kiếm được lần đầu tiên Đề cử Quả cầu vàng cho phim.

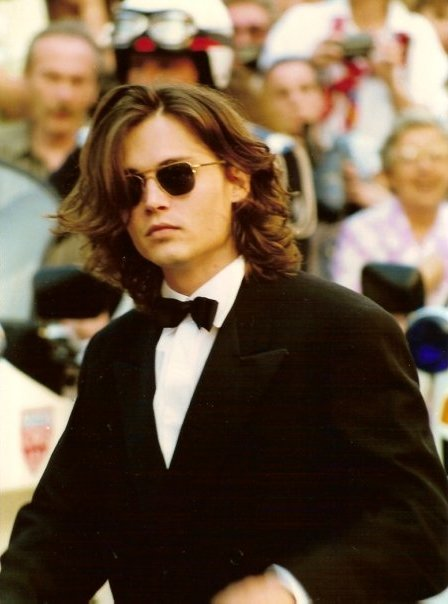
Depp tại Liên hoan phim Cannes 1992.

Depp không có phim nào phát hành trong hai năm sau đó, ngoại trừ một vai khách mời ngắn trong Freddy's Dead: The Final Nightmare (1991), phần thứ sáu trong loạt phim A Nightmare of Elm Street . Anh xuất hiện trong ba bộ phim vào năm 1993. Trong bộ phim hài lãng mạn Benny và Joon , anh đóng vai một người hâm mộ phim câm lập dị và mù chữ, người kết bạn với một người phụ nữ bị bệnh tâm thần và anh trai của cô ấy; nó đã trở thành một cú đánh buồn ngủ. Janet Maslin của The New York Times đã viết rằng Depp "có thể trông không giống Buster Keaton, nhưng có những lúc anh ấy thực sự dường như trở thành Great Stone Face, mang phong cách của Keaton trở nên ngọt ngào và kỳ diệu vào cuộc sống". Depp đã nhận được đề cử Quả cầu vàng thứ hai cho màn trình diễn. Bộ phim thứ hai của anh trong năm là What 's eat Gilbert Grape (1993) của Lasse Hallström , một bộ phim truyền hình về một gia đình bị rối loạn chức năng, trong đó anh đóng vai chính cùng Leonardo DiCaprio và Juliette Lewis. Nó không hoạt động tốt về mặt thương mại, nhưng đã nhận được những thông báo tích cực từ các nhà phê bình. Mặc dù hầu hết các bài đánh giá tập trung vào DiCaprio, người đã được đề cử Giải Oscar cho màn trình diễn của anh ấy, Todd McCarthy của Variety đã viết rằng "Depp quản lý để chỉ huy màn hình trung tâm với một nhân vật rất đáng yêu và hấp dẫn". Bản phát hành cuối cùng năm 1993 của Depp là của Emir KusturicaPhim hài - chính kịch theo chủ nghĩa siêu thực Giấc mơ Arizona, mở màn cho những đánh giá tích cực, và giành giải Gấu bạc  tại Liên hoan phim Berlin.
Năm 1994, Depp tái hợp với đạo diễn Tim Burton, đóng vai chính trong Ed Wood, bộ phim tiểu sử về một trong những đạo diễn điện ảnh kém cỏi nhất lịch sử. Depp sau đó đã nói rằng anh ấy đã chán nản với các bộ phim và việc làm phim, nhưng rằng "trong vòng 10 phút sau khi nghe về dự án, tôi đã cam kết." Anh ấy nhận thấy rằng vai diễn đã cho anh ấy "cơ hội để thư giãn và vui vẻ" và việc hợp tác với Martin Landau, người đóng vai Bela Lugosi, đã "khơi lại tình yêu của tôi với diễn xuất".  Mặc dù không thu lại được chi phí sản xuất, Ed Wood đã nhận được sự đón nhận tích cực từ các nhà phê bình, với Janet Maslin của The New York Timesviết rằng Depp đã "chứng tỏ mình là một diễn viên vĩ đại đã được chứng nhận và có uy tín" và "nắm bắt được tất cả sự lạc quan có thể làm giúp Ed Wood tiếp tục, nhờ vào khả năng cực kỳ hài hước trong việc nhìn vào lớp bạc của bất kỳ đám mây nào." Depp lần thứ ba được đề cử Quả cầu vàng cho Nam diễn viên hài kịch hoặc nhạc kịch xuất sắc nhất cho màn trình diễn của anh ấy.

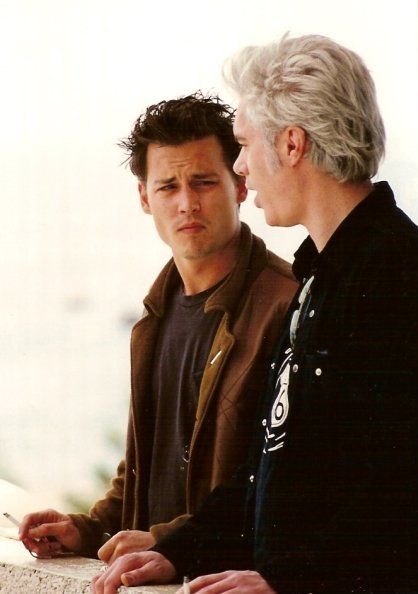
Depp với đạo diễn Jim Jarmusch tại Liên hoan phim Cannes 1995.

Năm sau, Depp đóng ba phim. Anh đóng vai đối diện với Marlon Brando trong bộ phim ăn khách Don Juan DeMarco , trong vai một người đàn ông tin rằng anh là Don Juan, người tình vĩ đại nhất thế giới. Sau đó, anh đóng vai chính trong Dead Man của Jim Jarmusch , một cảnh quay phương Tây hoàn toàn bằng đen trắng; nó không phải là một thành công thương mại và có nhiều ý kiến phê bình trái chiều. Bộ phim cuối cùng trong năm của Depp là Nick of Time thất bại nặng nề về tài chính và nghiêm trọng, một bộ phim kinh dị trong đó anh đóng vai một kế toán viên được cho là phải giết một chính trị gia để cứu đứa con gái bị bắt cóc của mình.
Năm 1997, Depp đóng vai chính cùng với Al Pacino trong bộ phim tội phạm Donnie Brasco, do Mike Newell đạo diễn. Anh vào vai Joseph D. Pistone, một Đặc vụ FBI bí mật, người lấy tên là 'Donnie Brasco' để thâm nhập vào tổ chức mafia ở Thành phố New York. Để chuẩn bị cho vai diễn này, Depp đã dành thời gian cho Joe Pistone ngoài đời thực, người dựa trên cuốn hồi ký của bộ phim. Donnie Brasco là một thành công về mặt thương mại và phê bình, và được coi là có một trong những màn trình diễn xuất sắc nhất của Depp. Năm 1997, Depp cũng ra mắt với tư cách đạo diễn và biên kịch với The Brave. Anh đóng vai chính trong vai một người đàn ông Mỹ bản địa nghèo, người chấp nhận lời cầu hôn từ một người đàn ông giàu có, do Marlon Brando thủ vai, để xuất hiện trong một bộ phim hít để đổi lấy tiền cho gia đình anh ta. Phim được công chiếu lần đầu tại Liên hoan phim Cannes 1997 với những đánh giá chung tiêu cực. Variety đã bác bỏ bộ phim là "một bộ phim tân viễn Tây khó tin và khó tin", và Time Out nói rằng không có gì sai với bộ phim nhưng "ngoài những điều không khéo léo, hướng đi có hai sai sót chết người: nó vừa buồn tẻ chậm rãi và cực kỳ tự tin khi máy quay tập trung liên tục vào đầu quấn khăn và phần thân gợn sóng của Depp." Do những đánh giá tiêu cực,The Brave chính thức công chiếu tại Hoa Kỳ, không chiếu tại rạp hay trên phương tiện truyền thông gia đình.
Depp là một người hâm mộ và là bạn của nhà văn Hunter S. Thompson, và đã đóng vai chính Raoul Duke trong Fear and Loathing in Las Vegas (1998), bộ phim chuyển thể từ tiểu thuyết giả cùng tên của Thompson của Terry Gilliam. Đó là một thất bại phòng vé, và các nhà phê bình phân cực. Cuối năm đó, Depp có một vai khách mời ngắn trong LA Without a Map (1998) của Mika Kaurismäki.
Depp xuất hiện trong ba bộ phim vào năm 1999. Đầu tiên là bộ phim kinh dị khoa học viễn tưởng The Astronaut's Wife, đóng cùng Charlize Theron, bộ phim không thành công về mặt thương mại hay phê bình. Phần thứ hai, The Ninth Gate của Roman Polanski, với sự tham gia của Depp trong vai một người bán sách cũ bị vướng vào một bí ẩn, thành công hơn với khán giả ở mức độ vừa phải nhưng lại nhận được nhiều đánh giá trái chiều. Bộ phim thứ ba của Depp trong năm 1999 là bộ phim chuyển thể từ The Legend of Sleepy Hollow của Tim Burton , nơi Depp đóng vai Ichabod Crane đối diện với Christina Ricci và Christopher Walken . Đối với màn trình diễn của mình, Depp đã lấy cảm hứng từAngela Lansbury , Roddy McDowall và Basil Rathbone , nói rằng anh ấy "luôn nghĩ về Ichabod như một người rất mỏng manh, dễ vỡ và có thể hơi giống với khía cạnh nữ tính của anh ấy, giống như một cô bé sợ hãi."  Sleepy Hollow là một thành công về mặt thương mại và quan trọng.
Bộ phim đầu tiên của Depp trong thiên niên kỷ mới là bộ phim truyền hình Anh-Pháp The Man Who Cried (2000), do Sally Potter đạo diễn và có sự tham gia của anh trong vai một kỵ sĩ người Roma cùng với Christina Ricci, Cate Blanchett và John Turturro. Đó không phải là một thành công quan trọng. Depp cũng có một vai phụ trong Before Night Falls (2000) của Julian Schnabel được giới phê bình đánh giá cao. Bộ phim cuối cùng của Depp trong năm là Chocolat thành công về mặt thương mại và phê bình của Lasse Hallström (2000), trong đó anh đóng vai một người đàn ông Roma và tình yêu của nhân vật chính, Juliette Binoche. Các vai diễn tiếp theo của Depp đều dựa trên những nhân vật lịch sử. Trong Blow (2001), anh đóng vai tay buôn lậu cocaine George Jung, một phần của băng đảng Medellín vào những năm 1980. Bộ phim có thành tích kém về doanh thu phòng vé  và nhận được nhiều đánh giá trái chiều. Trong chuyển thể truyện tranh From Hell (2001), Depp đóng vai thanh tra Frederick Abberline, người đã điều tra vụ giết Jack the Ripper ở London những năm 1880. Phim cũng nhận được nhiều đánh giá trái chiều từ các nhà phê bình  nhưng là một thành công thương mại vừa phải.

### 2003–2011:Cướp biển vùng Caribe, thành công về mặt thương mại và phê bình

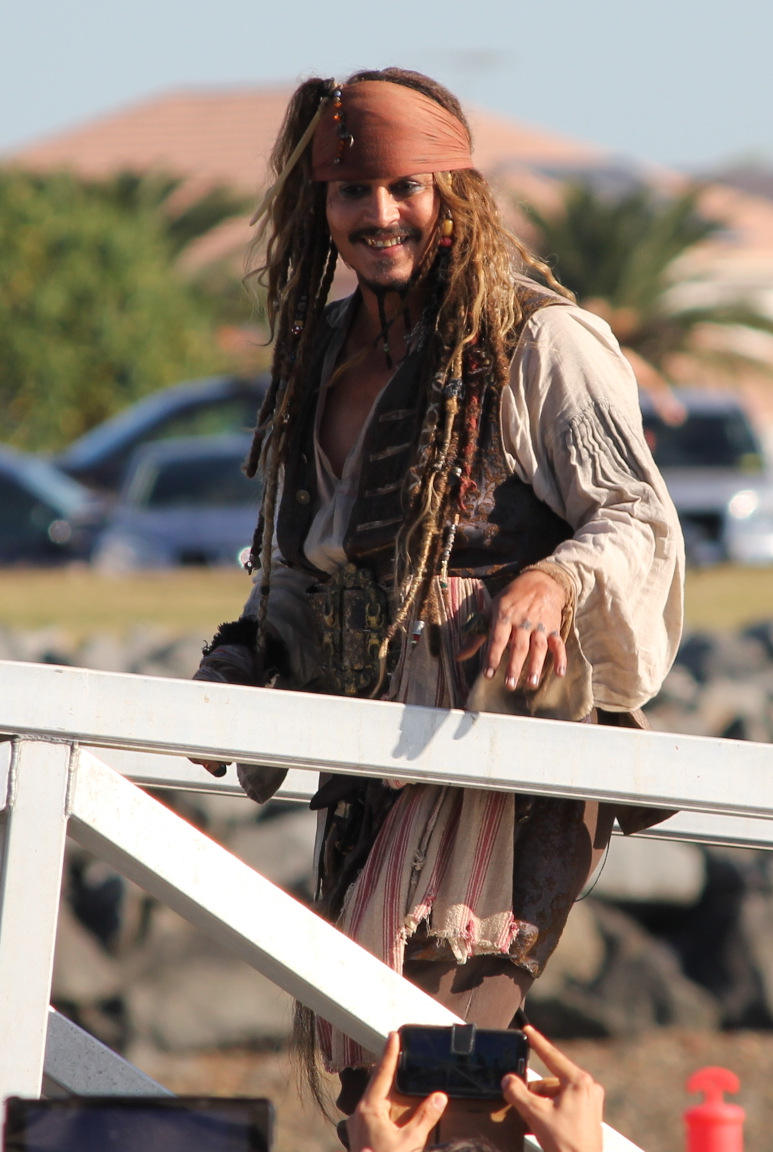
Depp trong trang phục thuyền trưởng Jack Sparrow. Hình ảnh anh ấy ở đây trên phim trường Pirates of the Caribbean: Dead Men Tell No Tales năm 2015.

Năm 2003, Depp đóng vai chính trong bộ phim phiêu lưu Pirates of the Caribbean: The Curse of the Black Pearl của Walt Disney Pictures, đây là một thành công lớn về doanh thu phòng vé. Anh ấy đã nhận được sự hoan nghênh rộng rãi cho màn trình diễn truyện tranh của mình với vai thuyền trưởng cướp biển Jack Sparrow, đồng thời nhận được các đề cử Giải Oscar, Quả cầu vàng và BAFTA và giành được Giải thưởng của Hội diễn viên màn ảnh cho Nam diễn viên chính xuất sắc nhất cũng như Giải thưởng MTV Movie. Depp đã nói rằng Sparrow "chắc chắn là một phần quan trọng trong tôi", và anh ấy đã mô phỏng nhân vật này theo nghệ sĩ guitar Keith Richards của The Rolling Stones  và chú chồn hôi hoạt hình Pepé Le Pew. Ban đầu, các giám đốc điều hành của hãng phim đã có ý kiến trái chiều về vai diễn của Depp, nhưng nhân vật này đã trở nên phổ biến với khán giả. Trong bộ phim khác của anh phát hành năm 2003, phim hành động Once Upon a Time in Mexico của Robert Rodriguez, Depp đóng vai một điệp viên CIA tham nhũng. Một thành công phòng vé vừa phải, nó nhận được đánh giá từ trung bình đến tốt, đặc biệt là diễn xuất của Depp nhận được nhiều lời khen ngợi.
Depp tiếp theo đóng vai chính với vai trò tác giả trong bộ phim kinh dị Secret Window (2004), dựa trên một truyện ngắn của Stephen King. Đó là một thành công thương mại vừa phải nhưng nhận được nhiều đánh giá trái chiều.  Được phát hành cùng thời điểm, bộ phim độc lập của Anh-Úc The Libertine (2004) chứng kiến Depp miêu tả cảnh nhà thơ và một người cào cấu của thế kỷ XVII, Bá tước Rochester. Nó chỉ được phát hành giới hạn và chủ yếu nhận được những đánh giá tiêu cực. Bộ phim thứ ba của Depp trong năm 2004, Finding Neverland, được các nhà phê bình đón nhận tích cực hơn, và mang về cho anh đề cử Giải Oscar thứ hai cũng như các đề cử Quả cầu vàng, BAFTA và SAG cho màn trình diễn của anh với vai tác giả người Scotland JM Barrie . Depp cũng xuất hiện một thời gian ngắn trong bộ phim Pháp Happily Ever After (2004), và thành lập công ty sản xuất phim của riêng mình, Infinitum Nihil, thuộc Warner Bros. Pictures.
Depp tiếp tục thành công phòng vé với vai chính Willy Wonka trong bộ phim chuyển thể Charlie and the Chocolate Factory (2005) của Tim Burton. Nó cũng nhận được sự đón nhận tích cực từ giới phê bình, với Depp một lần nữa được đề cử Quả cầu vàng cho Nam diễn viên chính xuất sắc nhất trong phim hài hoặc nhạc kịch. Chocolate Factory được tiếp nối bởi một dự án khác của Burton, phim hoạt hình stop-motion Corpse Bride (2005), trong đó Depp lồng tiếng cho nhân vật chính, Victor Van Dort. Depp diễn lại vai Jack Sparrow trong các phần tiếp theo của loạt phim Pirates of the Caribbean là Dead Man's Chest (2006) và At World's End (2007), cả hai đều là những thành công lớn về doanh thu phòng vé.  Anh cũng lồng tiếng cho nhân vật này trong trò chơi điện tử Pirates of the Caribbean: The Legend of Jack Sparrow. Theo một cuộc khảo sát do Fandango thực hiện, Depp trong vai Jack Sparrow là lý do chính để nhiều khán giả đến rạp xem phim.
Năm 2007, Depp hợp tác với Burton trong bộ phim thứ sáu của họ cùng nhau, lần này đóng vai thợ cắt tóc giết người Sweeney Todd trong vở nhạc kịch Sweeney Todd: The Demon Barber of Fleet Street (2007). Depp trích dẫn màn trình diễn của Peter Lorre trong Mad Love (1935), trong đó Lorre đóng vai một bác sĩ phẫu thuật "đáng sợ nhưng thông cảm", là ảnh hưởng chính của anh ấy đối với vai diễn. Sweeney Todd là bộ phim đầu tiên mà Depp được yêu cầu hát. Thay vì thuê một huấn luyện viên thanh nhạc có năng lực, anh ấy đã chuẩn bị cho vai diễn này bằng cách thu âm các bản demo với người bạn cùng nhóm nhạc cũ Bruce Witkin. Bộ phim thành công về mặt thương mại và phê bình. Giải trí hàng tuần 'Chris Nashawaty nói rằng "Giọng nói cao vút của Depp khiến bạn tự hỏi anh ta đang che giấu những mánh khóe nào khác ... Nhìn thợ cắt tóc của Depp sử dụng dao cạo ... thật khó để không nhớ Edward Scissorhands điên cuồng tạo hình hàng rào thành những con thú 18 năm trước ... và tất cả vẻ đẹp xoắn mà chúng tôi đã bỏ lỡ mà [Burton và Depp] chưa từng gặp." Depp đã giành được Quả cầu vàng cho Nam diễn viên hài kịch hoặc nhạc kịch xuất sắc nhất cho vai diễn này, và được đề cử lần thứ ba cho Giải thưởng Viện hàn lâm.

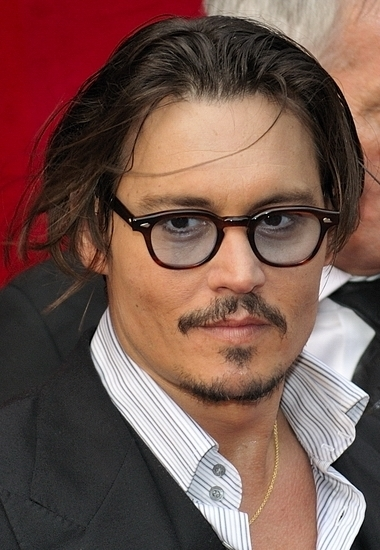
Depp tại buổi ra mắt Public Enemies ở Paris năm 2009.

Năm 2009, Depp đóng vai trùm xã hội đen John Dillinger ngoài đời thực trong bộ phim tội phạm Public Enemies những năm 1930 của đạo diễn Michael Mann. Nó thành công về mặt thương mại  và nhận được những đánh giá tích cực vừa phải. Roger Ebert đã tuyên bố trong bài đánh giá của mình rằng "Màn trình diễn của Johnny Depp này là một thứ khác. Vì một khi một diễn viên đóng vai xã hội đen dường như không dựa trên diễn xuất của anh ấy trên những bộ phim anh ấy đã xem. Anh ấy bắt đầu lạnh lùng. Anh ấy đóng vai Dillinger sự thật." Bộ phim thứ hai của Depp trong năm 2009, The Imaginarium of Doctor Parnassus, tái hợp anh với đạo diễn Terry Gilliam. Depp, Jude Law và Colin Farrell mỗi người đóng vai nhân vật ban đầu được miêu tả bởi người bạn của họ Heath Ledger, người đã chết trước khi bộ phim hoàn thành. Cả ba diễn viên đều đưa tiền lương của họ cho con gái của Ledger, Matilda.
Depp bắt đầu những năm 2010 với một sự hợp tác khác với Tim Burton, Alice in Wonderland (2010), trong đó anh đóng vai Mad Hatter đối diện với Helena Bonham Carter, Anne Hathaway và Alan Rickman. Bất chấp những đánh giá trái chiều, phim đã thu về 1,025 tỷ đô la Mỹ tại phòng vé, do đó trở thành bộ phim có doanh thu cao thứ hai trong năm 2010  và là một trong những bộ phim có doanh thu cao nhất mọi thời đại. Bộ phim thứ hai của Depp phát hành trong năm 2010 là phim kinh dị lãng mạn The Tourist, trong đó anh đóng vai chính cùng Angelina Jolie. Nó thành công về mặt thương mại, mặc dù bị các nhà phê bình chỉ trích. Bất kể, anh đã nhận được đề cử Quả cầu vàng cho Phim ca nhạc hoặc Hài kịch cho cả hai bộ phim.
Bộ phim đầu tiên ra mắt năm 2011 của Depp là phim hoạt hình Rango, trong đó anh lồng tiếng cho nhân vật chính, một con thằn lằn. Đó là một thành công quan trọng và thương mại. Bộ phim thứ hai trong năm của anh ấy, phần thứ tư trong loạt phim Cướp biển, On Stranger Tides, một lần nữa đạt được thành công phòng vé, trở thành phim có doanh thu cao thứ ba trong năm 2011. Sau đó vào năm 2011, Depp phát hành hai dự án đầu tiên do công ty của anh, Infinitum Nihil đồng sản xuất. Đầu tiên là bộ phim chuyển thể từ tiểu thuyết The Rum Diary của Hunter S. Thompson và Depp đóng vai chính. Nó đã thất bại trong việc thu hồi chi phí sản xuất và nhận được nhiều đánh giá trái chiều. Công việc thứ hai của công ty, Hugo của Martin Scorsese (2011), đã nhận được sự hoan nghênh lớn từ giới phê bình và một số đề cử giải thưởng, nhưng tương tự lại không đạt thành tích tốt trong phòng vé. Năm 2011, Depp cũng góp mặt trong bộ phim Jack and Jill của Adam Sandler.

### 2012–2020: Thất bại trong sự nghiệp
Đến năm 2012, Depp là một trong những ngôi sao điện ảnh lớn nhất thế giới, và được Tổ chức Kỷ lục Guinness Thế giới liệt kê là diễn viên được trả lương cao nhất thế giới, với thu nhập 75 triệu đô la Mỹ. Năm đó, anh và các bạn diễn của 21 Jump Street là Peter DeLuise và Holly Robinson đã thể hiện lại vai diễn của họ trong các vai khách mời trong bộ phim truyện chuyển thể của loạt phim. Depp cũng đóng vai chính và đồng sản xuất bộ phim thứ tám của mình với Tim Burton, Dark Shadows (2012), cùng với Helena Bonham Carter, Michelle Pfeiffer và Eva Green. Bộ phim dựa trên vở opera truyền hình Gothic cùng tên những năm 1960, là một trong những bộ phim yêu thích của ông khi còn nhỏ. Sự đón nhận kém cỏi của bộ phim tại Hoa Kỳ đã khiến sức hút của ngôi sao Depp bị nghi ngờ.

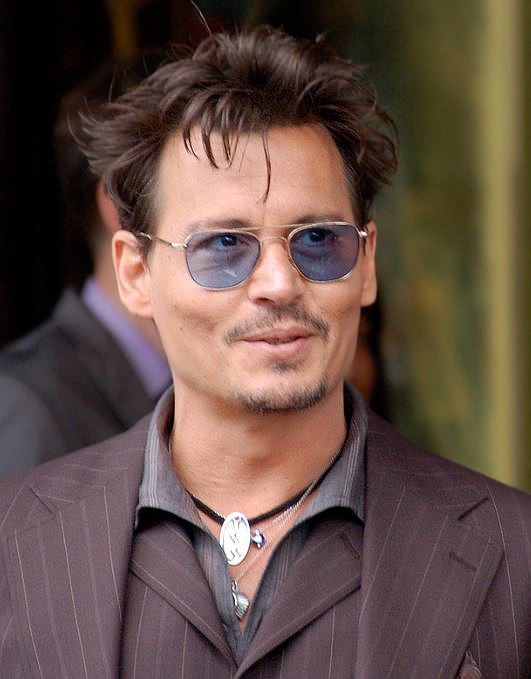
Depp tại Đại lộ Danh vọng Hollywood năm 2013.

Sau khi thỏa thuận của Infinitum Nihil với WB hết hạn vào năm 2011, Depp đã ký một thỏa thuận đầu tiên kéo dài nhiều năm với Walt Disney Studios. Bộ phim đầu tiên được hợp tác là The Lone Ranger (2013), trong đó Depp đóng vai Tonto. Việc Depp đóng vai một người Mỹ bản địa đã bị buộc tội tẩy trắng, và bộ phim không được công chúng cũng như giới phê bình đón nhận, khiến Disney thiệt hại 190 triệu đô la Mỹ. Sau một vai khách mời ngắn trong bộ phim độc lập Lucky Them (2013), Depp đóng vai chính là một nhà khoa học nghiên cứu trong bộ phim kinh dị khoa học viễn tưởng Transcendence (2014), lại là một thất bại thương mại khác, và chủ yếu nhận được các đánh giá tiêu cực. Các vai diễn khác của anh trong năm 2014 chỉ là một vai phụ nhỏ như Người Sói trong bộ phim chuyển thể từ âm nhạc Into the Woods, và xuất hiện đáng kể hơn với vai thám tử người Canada gốc Pháp lập dị trong bộ phim kinh dị của Kevin Smith - bộ phim hài Tusk, trong đó anh được ghi bằng tên của nhân vật, Guy LaPointe.
Năm 2015, Depp xuất hiện trong hai bộ phim do Infinitum Nihil sản xuất. Đầu tiên là phim hài - ly kỳ Mortdecai, trong đó anh ấy đóng cùng với Gwyneth Paltrow. Phim thất bại về mặt phê bình lẫn thương mại và mang về cho cả hai ngôi sao giải Mâm xôi vàng. Bộ phim thứ hai, Black Mass (2015), trong đó anh đóng vai trùm tội phạm Boston Whitey Bulger , được đón nhận nhiều hơn. Các nhà phê bình từ The Hollywood Reporter và Variety gọi đây là một trong những màn trình diễn hay nhất của Depp cho đến nay, và vai diễn này đã mang về cho Depp đề cử thứ ba cho giải thưởng Nam diễn viên chính xuất sắc nhất SAG. Tuy nhiên, bộ phim đã thất bại trong việc thu hồi chi phí sản xuất. Depp cũng xuất hiện trong bộ phim London Fields được giới phê bình đánh giá cao, với sự tham gia của người vợ lúc bấy giờ là Amber Heard, bộ phim sẽ được phát hành vào năm 2015, nhưng việc phát hành chung của nó đã bị trì hoãn do kiện tụng cho đến năm 2018. Ngoài công việc của anh ấy trong các bộ phim vào năm 2015, nhà thời trang cao cấp của Pháp Dior đã ký hợp đồng với Depp làm gương mặt đại diện cho nước hoa nam của họ, Sauvage, và anh ấy được coi là Huyền thoại Disney.

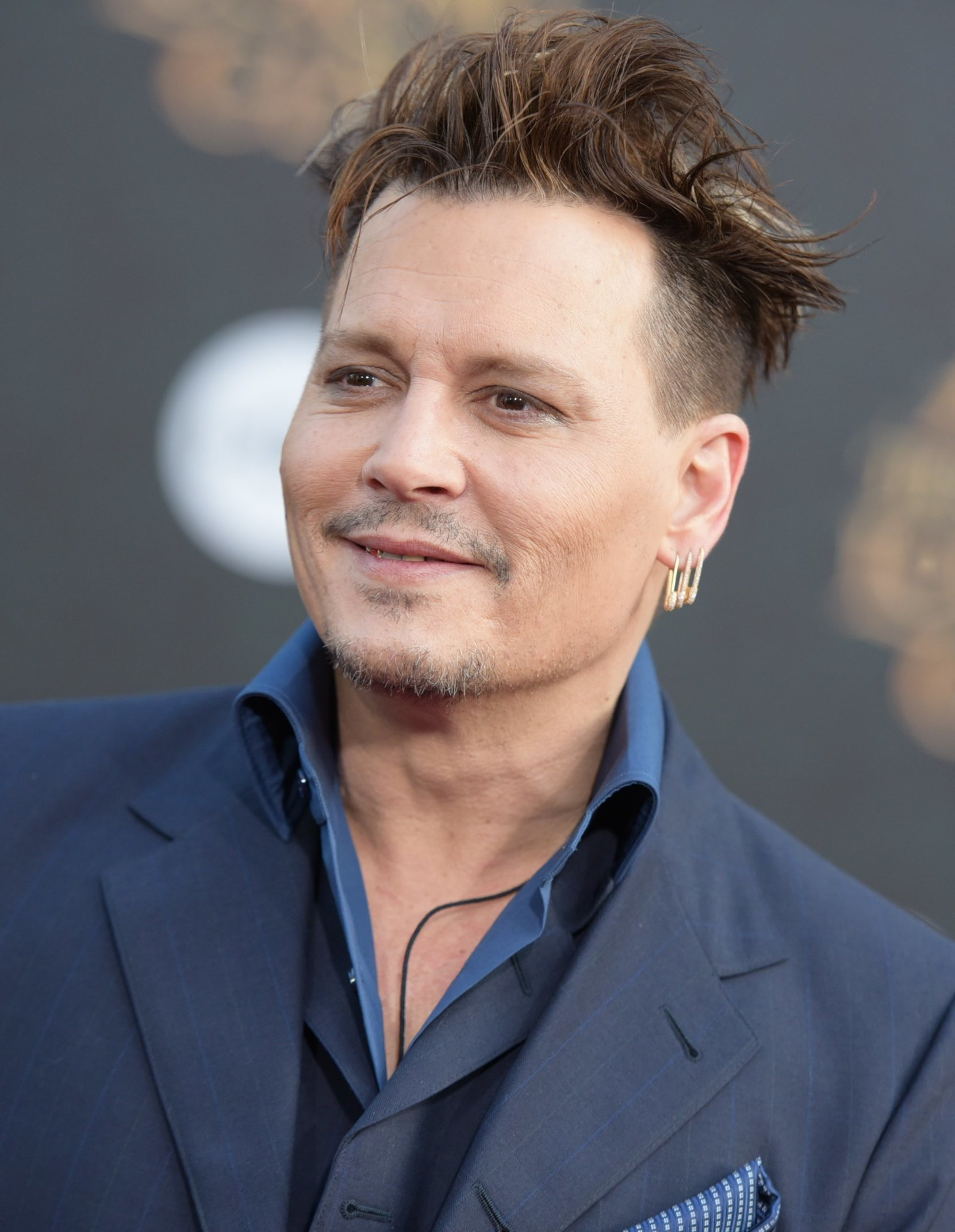
Depp tại buổi ra mắt phim Alice Through the Looking Glass năm 2016.

Bộ phim đầu tiên của Depp phát hành vào năm 2016 là Yoga Hosers, phần tiếp theo của Tusk (2014), trong đó Depp xuất hiện cùng con gái của mình, Lily-Rose Depp. Tiếp theo, anh đóng vai doanh nhân và ứng cử viên tổng thống Donald Trump trong một bộ phim châm biếm Hài hước hoặc Chết có tựa đề Donald Trump The Art of the Deal: The Movie, được phát hành trong thời gian chuẩn bị cho cuộc bầu cử tổng thống Hoa Kỳ. Anh ấy đã nhận được lời khen ngợi cho vai diễn, với một tiêu đề từ The AV Club tuyên bố, "Ai biết Donald Trump là vai diễn trở lại mà Johnny Depp cần?" Nó cũng được thông báo rằng Depp đã được chọn trong một vai trò nhượng quyền thương mại mới là Tiến sĩ Jack Griffin / Người vô hình trong vũ trụ điện ảnh được chia sẻ theo kế hoạch của Universal Studios mang tên Dark Universe, phiên bản khởi động lại của loạt phim Universal Monsters cổ điển của họ. Depp diễn lại vai Mad Hatter trong Alice Through the Looking Glass (2016) của Tim Burton, phần tiếp theo của Alice in Wonderland (2010). Trái ngược với thành công của phần đầu, phần tiếp theo của Disney đã mất khoảng 70 triệu đô la Mỹ. Nó cũng giành được cho Depp hai đề cử Mâm xôi vàng. Depp cũng đã được bí mật chọn đóng vai phù thủy hắc ám Gellert Grindelwald trong một lần xuất hiện khách mời trong Fantastic Beasts and Where to Find Them (2016), phần đầu tiên của loạt phim Fantastic Beasts. Tên của anh ấy không được đề cập trong các tài liệu quảng cáo và vai khách mời của anh ấy chỉ được tiết lộ ở cuối phim.
Năm 2017, Depp xuất hiện cùng với các diễn viên và nhà làm phim khác trong The Black Ghiandola, một bộ phim ngắn do một thiếu niên mắc bệnh nan y thực hiện thông qua Quỹ phi lợi nhuận Make a Film Foundation. Anh cũng đóng lại vai thuyền trưởng Jack Sparrow trong phần thứ năm của loạt phim Cướp biển, Dead Men Tell No Tales (2017). Tại Mỹ, bộ phim không hoạt động tốt như các phần trước, và Depp được đề cử hai giải Mâm xôi vàng cho Nam diễn viên chính tệ nhất và cho màn kết hợp tệ nhất với "thói quen say xỉn của anh ấy". Tuy nhiên, bộ phim đã có doanh thu phòng vé tốt trên thị trường quốc tế, đặc biệt là ở Trung Quốc, Nhật Bản và Nga. Bộ phim cuối cùng của Depp được phát hành vào năm 2017 là bộ phim chuyển thể của Agatha Christie Murder on the Orient Express, trong đó anh là một thành viên của dàn diễn viên do đạo diễn Kenneth Branagh cầm trịch.

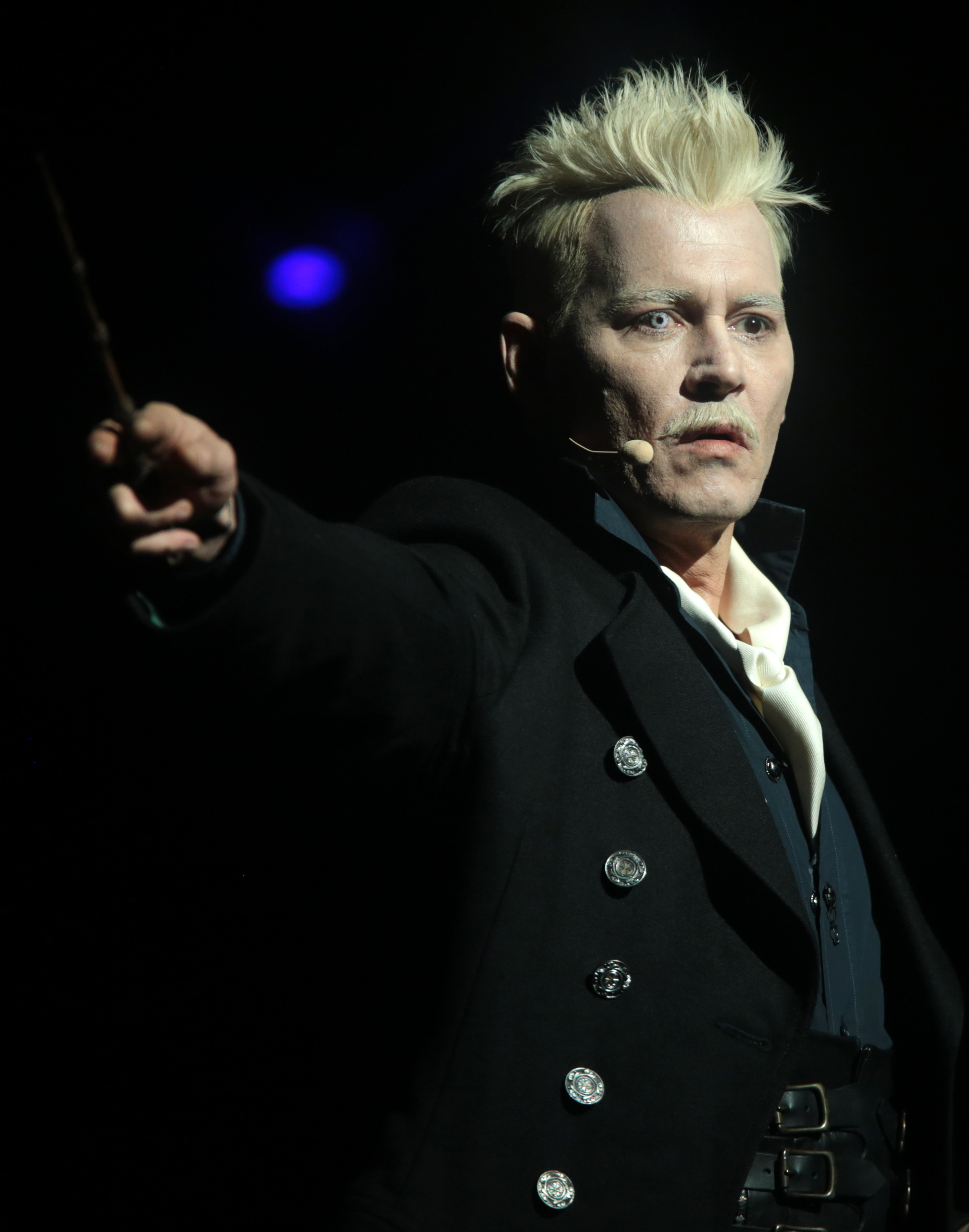
Depp hóa trang Gellert Grindelwald tại San Diego Comic-Con năm 2018.

Năm 2018, Depp lồng tiếng cho nhân vật chính là Sherlock Gnomes trong bộ phim hoạt hình Gnomeo & Juliet: Sherlock Gnomes . Mặc dù thành công về mặt thương mại ở mức độ vừa phải, nó đã được giới phê bình đánh giá cao  và mang về cho Depp hai đề cử Mâm xôi vàng, một cho diễn xuất và một cho "sự nghiệp điện ảnh lụi tàn nhanh chóng" của anh.  Depp sau đó đóng vai chính trong hai bộ phim độc lập, đều do anh và công ty của anh, Infinitum Nihil sản xuất. Đầu tiên là City of Lies, trong đó anh đóng vai Russell Poole, một thám tử LAPD cố gắng giải quyết các vụ giết người của rapper Tupac Shakur và The Notorious BIG. Nó được ấn định để phát hành vào tháng 9 năm 2018, nhưng đã bị rút khỏi lịch phát hành sau khi một thành viên phi hành đoàn kiện Depp về tội hành hung. Bộ phim thứ hai là bộ phim hài kịch Richard Says Goodbye, trong đó Depp đóng vai một giáo sư mắc bệnh ung thư giai đoạn cuối. Phim được công chiếu lần đầu tại Liên hoan phim Zurich vào tháng 10 năm 2018. Bộ phim cuối cùng của Depp được phát hành trong năm 2018 là Fantastic Beasts: The Crimes of Grindelwald, trong đó anh đóng lại vai Grindelwald. Việc tham gia diễn xuất của Depp đã nhận được nhiều lời chỉ trích từ người hâm mộ của bộ truyện do những cáo buộc bạo lực gia đình chống lại anh ta.
Depp cũng trải qua những thất bại khác trong sự nghiệp trong khoảng thời gian này, khi Disney xác nhận rằng họ sẽ không chọn anh ấy trong các phần Cướp biển mới và anh ấy được cho là không còn gắn bó với thương hiệu Vũ trụ Bóng tối của Universal. Các bộ phim tiếp theo của Depp là phim truyền hình độc lập Waiting for the Barbarians (2019), dựa trên tiểu thuyết của J. M. Coetzee và Minamata (2020), trong đó anh đóng vai nhiếp ảnh gia W. Eugene Smith và được công chiếu vào năm 2020 Liên hoan phim quốc tế Berlin. Vào tháng 11 năm 2020, Depp từ bỏ vai Grindelwald trong Fantastic Beasts nhượng quyền thương mại theo yêu cầu của công ty sản xuất, Warner Bros., sau khi anh thua kiện ở Anh trước một tờ báo lá cải của Anh, người đã cáo buộc anh là kẻ bạo hành trong nước. Ông được thay thế bởi Mads Mikkelsen. Ngay sau đó, The Hollywood Reporter gọi Depp là "nhân vật không phải là người" trong ngành điện ảnh.

### 2021–2022: Hoạt động gần đây
Vào tháng 3 năm 2021, City of Lies, ban đầu được lên lịch vào năm 2018, được phát hành tại các rạp chiếu phim và các dịch vụ phát trực tuyến.  Cùng tháng, một bản kiến nghị trực tuyến để đưa Depp trở lại thương hiệu Cướp biển, bắt đầu từ bốn tháng trước đó, đã đạt được mục tiêu 500.000 chữ ký. Bạn diễn Cướp biển của anh, Kevin McNally cũng bày tỏ sự ủng hộ để Depp quay trở lại vai diễn này. Vào tháng 7 năm 2021, Andrew Levitas, giám đốc của Minamata (2020), cáo buộc MGM cố gắng chôn vùi bộ phim do sự tham gia của Depp, Depp tuyên bố rằng ông đang bị tẩy chay bởi ngành công nghiệp Hollywood và gọi danh tiếng đã thay đổi của ông là một "sự lố bịch của toán học truyền thông." Minamata được phát hành tại Vương quốc Anh và Ireland vào tháng 8 năm 2021, và ở Bắc Mỹ vào tháng 12 năm 2021. Bộ phim nhận được đánh giá tích cực, với nhiều ấn phẩm ca ngợi diễn xuất của Depp là tốt nhất trong nhiều năm. Depp cũng tiếp tục là gương mặt đại diện cho nước hoa nam của Dior, Sauvage.
Depp đã nhận được nhiều giải thưởng danh dự tại nhiều liên hoan phim châu Âu, bao gồm liên hoan phim Camerimage ở Ba Lan, Liên hoan phim quốc tế Karlovy Vary ở Cộng hòa Séc, và Liên hoan phim San Sebastian ở Tây Ban Nha, nơi Depp đã được trao Giải thưởng Donostia. Những giải thưởng này đã gây tranh cãi, với nhiều tổ chức từ thiện về bạo lực gia đình chỉ trích lễ hội. Ban tổ chức buổi lễ đưa ra tuyên bố bảo vệ quyết định trao giải Depp của họ, với Liên hoan phim San Sebastian tuyên bố rằng "anh ta không bị bất kỳ cơ quan có thẩm quyền nào buộc tội, cũng như không bị kết tội về bất kỳ hình thức bạo lực nào đối với phụ nữ." Vào tháng 9 năm 2021, Depp tự mô tả mình là nạn nhân của văn hóa hủy bỏ. Cùng tháng, anh thành lập IN.2, một công ty chị em có trụ sở tại London với công ty sản xuất của anh, Infinitum Nihil, và thông báo rằng IN.2 và công ty sản xuất Tây Ban Nha A Contracorriente Films đang bắt đầu một quỹ phát triển mới cho TV và các dự án phim. Năm 2022, Depp được chọn vào vai Vua Louis XV trong một bộ phim chưa có tiêu đề về cuộc đời của nhà vua, sẽ do diễn viên kiêm đạo diễn người Pháp Maïwenn chỉ đạo. Vào tháng 2 năm 2022, ông nhận Huân chương Danh dự Serbia từ Tổng thống Aleksandar Vučić.

## Công việc khác
Năm 2004, Depp thành lập công ty sản xuất phim Infinitum Nihil để phát triển các dự án mà anh sẽ làm diễn viên hoặc nhà sản xuất. Anh ấy giữ chức vụ Giám đốc điều hành của nó, trong khi em gái của anh ấy, Christi Dembrowski, giữ chức vụ chủ tịch.  Hai bộ phim phát hành đầu tiên của công ty là The Rum Diary (2011) và Hugo (2011).
Depp đồng sở hữu hộp đêm The Viper Room ở Los Angeles vào năm 1993–2003, và nhà hàng-bar Man Ray ở Paris. Depp và Douglas Brinkley đã biên tập cuốn tiểu thuyết House of Earth của ca sĩ dân gian Woody Guthrie, được xuất bản vào năm 2013.

### Ban nhạc rock

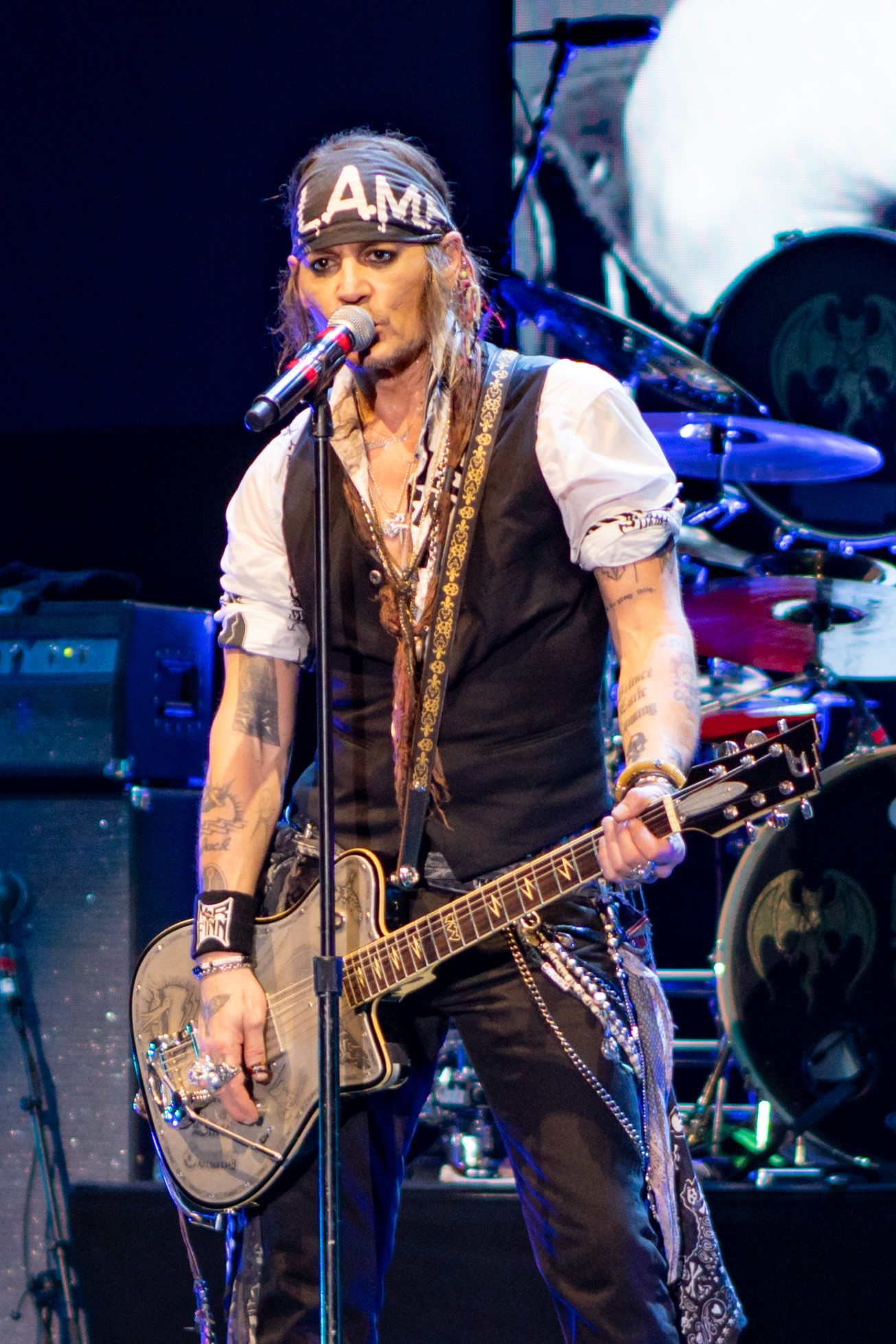
Depp biểu diễn với Hollywood Vampires tại Wembley Arena vào năm 2018.

Trước khi sự nghiệp diễn xuất của mình, Depp là một nghệ sĩ guitar, và sau đó đã thể hiện trong các bài hát của Oasis, Shane MacGowan, Iggy Pop, Vanessa Paradis, Aerosmith, Marilyn Manson và The New Basement Tapes, cùng những người khác. Anh cũng đã biểu diễn cùng Manson tại Lễ trao giải Revolver Golden Gods năm 2012. Depp chơi guitar trên nhạc phim Chocolat và Once Upon a Time in Mexico, và đã xuất hiện trong các video âm nhạc của Tom Petty and the Heartbreakers, The Lemonheads, Avril Lavigne và Paul McCartney. Trong những năm 1990, anh cũng là thành viên của P, một nhóm nhạc gồm ca sĩ Butthole Surfers Gibby Haynes, tay bass Flea của Red Hot Chili Peppers và nghệ sĩ guitar Steve Jones của Sex Pistols.
Năm 2015, Depp thành lập siêu nhóm Hollywood Vampires cùng với Alice Cooper và Joe Perry; ban nhạc cũng bao gồm Bruce Witkin, người bạn từ ban nhạc những năm 1980 của anh ấy, The Kids. Hollywood Vampires phát hành album phòng thu đầu tay cùng tên vào tháng 9 năm 2015. Nó có 11 bản cover rock cổ điển, cũng như 3 bài hát gốc (tất cả đều do Depp đồng sáng tác). Ban nhạc ra mắt trực tiếp tại The Roxy ở Los Angeles vào tháng 9 năm 2015, và kể từ đó đã thực hiện hai chuyến lưu diễn thế giới vào năm 2016  và 2018. Album phòng thu thứ hai của họ, Rise, được phát hành vào tháng 6 năm 2019 và bao gồm chủ yếu là tài liệu gốc, bao gồm các bài hát do Depp viết. Album cũng có phiên bản bìa của "Heroes" của David Bowie, được hát bởi Depp. Năm 2020, Depp phát hành bản cover "Isolation" của John Lennon với nghệ sĩ guitar Jeff Beck và tuyên bố rằng họ sẽ cùng nhau phát hành nhiều bản nhạc hơn trong tương lai.

## Đón nhận và hình ảnh công chúng

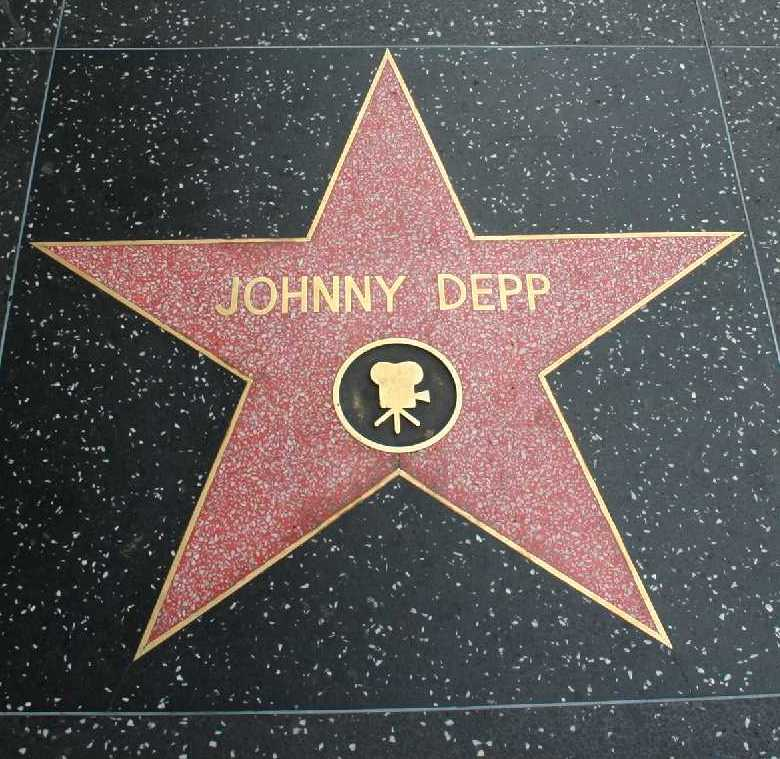
Ngôi sao của Depp trên Đại lộ Danh vọng Hollywood.

Trong những năm 1990, Depp được xem như một kiểu nam ngôi sao điện ảnh mới từ chối các tiêu chuẩn của vai trò đó.  Sau khi trở thành một thần tượng tuổi teen trong 21 Jump Street, anh đã công khai phản đối hình ảnh này, và với những bộ phim và lựa chọn PR tiếp theo của anh bắt đầu nuôi dưỡng một nhân vật công chúng mới. Theo nhà báo Hadley Freeman:
"Cùng với Phoenix và Keanu Reeves , anh ấy là một phần của bộ ba thần thánh của những cơn đau tim gan góc. Họ đối lập với những chàng trai Beverly Hills 90210 , hay Brad Pittvà DiCaprio, bởi vì họ có vẻ xấu hổ trước vẻ ngoài của mình, thậm chí còn bực bội với họ. ... Sự không quan tâm đến vẻ xinh đẹp của bản thân khiến họ có vẻ khó chịu, ngay cả khi vẻ đẹp của họ đã làm dịu đi khía cạnh đó. Họ biểu thị không chỉ một kiểu người nổi tiếng khác, mà là một kiểu nam tính khác: đáng mơ ước nhưng dịu dàng, nam tính nhưng nữ tính. Đặc biệt, Depp là kiểu ghim thú vị mà nó an toàn để thích, và cách bấm nút an toàn thì nó rất thú vị. Người hâm mộ chúng tôi hiểu rằng Depp, Phoenix và Reeves có nhiều điều hơn là sự đẹp trai. Họ hoạt động nghệ thuật — họ có ban nhạc! —Và họ nghĩ ra những suy nghĩ thực sự lớn lao mà họ sẽ lan man một cách khó hiểu trong các cuộc phỏng vấn. Nếu chúng tôi hẹn hò với họ, chúng tôi hiểu rằng vai trò của chúng tôi là hiểu tâm hồn của họ. " 

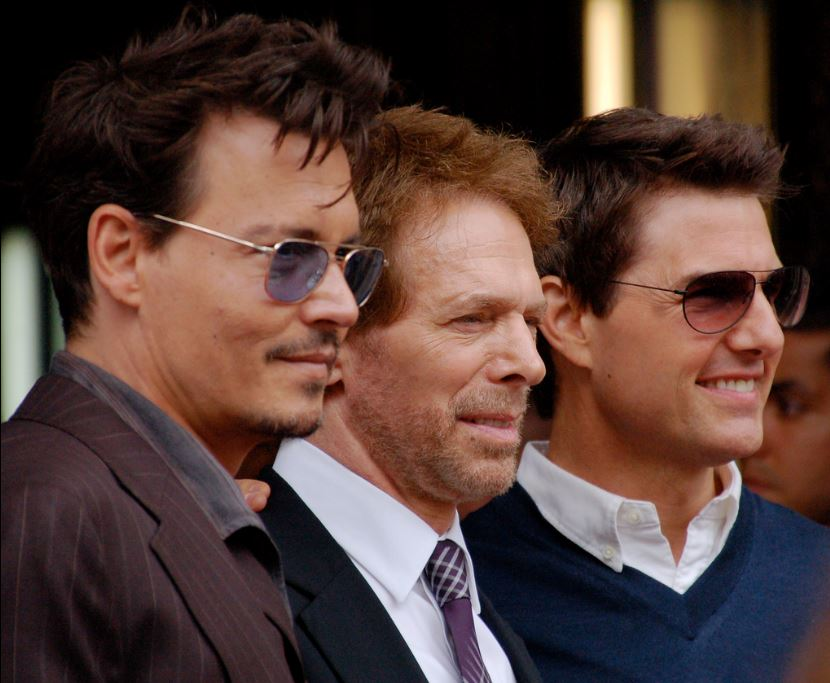
Depp với Tom Cruise và nhà sản xuất Jerry Bruckheimer vào năm 2013.

Tương tự, học giả điện ảnh Anna Everett đã mô tả các bộ phim và tính cách công chúng những năm 1990 của Depp là "chống nam nhi" và "uốn nắn giới tính", đi ngược lại quy ước của một người đàn ông hàng đầu Hollywood. Sau 21 Jump Street, Depp chọn đóng phim độc lập, thường đảm nhận những vai kỳ quặc mà đôi khi che khuất hoàn toàn vẻ ngoài của anh, chẳng hạn như Edward Scissorhands. Các nhà phê bình thường mô tả các nhân vật của Depp là "những kẻ cô độc mang tính biểu tượng"  hoặc "những người bên ngoài hiền lành". Theo Depp, người đại diện của anh ta, Tracey Jacobs của United Talent Agency (UTA), đã phải chịu đựng "rất nhiều nhiệt trong nhiều năm" cho các lựa chọn vai trò của mình; Depp mô tả các cấp cao hơn tại UTA là nghĩ, "Chúa ơi! Khi nào anh ta làm một bộ phim mà anh ta hôn cô gái? Khi nào anh ta rút súng ra và bắn ai đó? Khi nào anh ta trở thành một [chết tiệt] người đàn ông cho một sự thay đổi? Khi nào anh ta sẽ thực hiện một bộ phim bom tấn?" Depp cũng trau dồi hình tượng trai hư. Theo Everett, vai trò "phá vỡ quy tắc" của anh phù hợp với "sự nổi loạn, khác thường và biến động được công bố rộng rãi trong cuộc sống cá nhân của Depp trong suốt thập kỷ. hút thuốc, uống rượu và sử dụng ma túy, cho đến nhiều lần anh ấy giao du với những phụ nữ quyến rũ như siêu mẫu Kate Moss và minh tinh Hollywood Winona Ryder và những người khác, chúng tôi thấy rõ ràng sự phù hợp hoàn hảo giữa hình ảnh ngôi sao không theo chủ nghĩa và dàn nhân vật ngoại đạo của anh ấy."
Sau một thập kỷ chỉ xuất hiện chủ yếu trong các bộ phim độc lập với nhiều thành công thương mại khác nhau, Depp đã trở thành một trong những nhân vật có doanh thu phòng vé lớn nhất trong những năm 2000 với vai thuyền trưởng Jack Sparrow trong loạt phim Cướp biển vùng Caribe của Walt Disney Studios. Năm bộ phim trong loạt phim này đã thu về 4,5 tỷ đô la Mỹ tính đến năm 2021. Ngoài loạt phim Cướp biển , Depp cũng đã thực hiện thêm bốn bộ phim khác với Tim Burton mà thành công lớn, với một bộ phim, Alice in Wonderland (2010), thành công thương mại lớn nhất trong sự nghiệp của Depp và là một trong những phim có doanh thu cao nhất trong lịch sử (tính đến năm 2021).
Theo học giả điện ảnh Murray Pomerance, sự hợp tác của Depp với Disney "có thể được coi là có mục đích và báo trước một kỷ nguyên mới cho Johnny Depp, một kỷ nguyên mà cuối cùng, như đã được hứa hẹn và mong đợi từ lâu, ông chủ đáng tự hào của rất nhiều - sự nghiệp được công nhận; không chỉ là một ngôi sao mà còn là một anh hùng hạng trung". Năm 2003, cùng năm với bộ phim đầu tiên trong loạt phim Cướp biển được phát hành, Depp được People vinh danh là "Người đàn ông quyến rũ nhất thế giới"; anh sẽ nhận lại danh hiệu này vào năm 2009. Trong suốt thập kỷ và đến những năm 2010, Depp là một trong những ngôi sao điện ảnh lớn nhất và nổi tiếng nhất trên thế giới  và được công chúng bầu chọn là "Nam thần tượng được yêu thích nhất Ngôi sao điện ảnh "at the People 'hàng năm từ 2005 đến 2012. Năm 2012, Depp trở thành nam diễn viên được trả lương cao nhất trong ngành công nghiệp điện ảnh Hoa Kỳ, kiếm được 75 triệu đô la Mỹ cho mỗi bộ phim,  và tính đến năm 2020, là nam diễn viên có doanh thu cao thứ mười trên toàn thế giới, với phim đã thu về hơn 3,7 tỷ đô la Mỹ tại phòng vé Hoa Kỳ và hơn 10 tỷ đô la Mỹ trên toàn thế giới.  Mặc dù được khán giả yêu thích nhất, nhưng quan điểm của các nhà phê bình về Depp đã thay đổi trong những năm 2000, trở nên tiêu cực hơn khi anh được cho là phù hợp hơn với lý tưởng Hollywood. Bất chấp điều đó, Depp tiếp tục tránh xa các vai nam chính truyền thống hơn cho đến cuối những năm 2000, khi anh đóng vai John Dillinger trong Public Enemies (2009).
Trong những năm 2010, các bộ phim của Depp ít thành công hơn, với nhiều phim phòng thu kinh phí lớn như Dark Shadows (2012), The Lone Ranger (2013), và Alice Through the Looking Glass (2016) kém thành công tại phòng vé và giành được đề cử Depp cho Giải Mâm xôi vàng. Depp cũng bị dư luận tiêu cực do bị cáo buộc bạo lực gia đình, lạm dụng chất kích thích, hành vi kém tại nơi làm việc và mất đi tài sản 650 triệu đô la Mỹ.  Sau khi thua một phiên tòa xét xử tội phỉ báng công khai chống lại các nhà xuất bản của The Sun, Depp đã được yêu cầu từ chức khỏi  Nhượng quyền thương hiệu Fantastic Beasts của Warner Bros.. Nhiều ấn phẩm viết rằng Depp rất có thể sẽ phải vật lộn để tìm thêm công việc trong các tác phẩm lớn của studio.

## Đời tư

### Các quan hệ tình cảm
Depp và nghệ sĩ trang điểm Lori Anne Allison kết hôn từ năm 1983 đến năm 1985.  Vào cuối những năm 1980, anh đính hôn với hai nữ diễn viên Jennifer Grey và Sherilyn Fenn trước khi cầu hôn vào năm 1990 với bạn diễn Edward Scissorhands, Winona Ryder, người anh đã xăm mình. "WINONA FOREVER" trên cánh tay phải của anh ấy.  Từ năm 1994 đến 1997, anh có quan hệ tình cảm với người mẫu Anh Kate Moss. Sau khi chia tay với Moss, Depp bắt đầu mối quan hệ với nữ diễn viên kiêm ca sĩ người Pháp Vanessa Paradis, người mà anh gặp khi quay phim The Ninth Gate ở Pháp năm 1998. Họ có hai con, 1 con gái Lily-Rose Melody Depp (sinh năm 1999) và 1 con trai John Christopher "Jack" Depp III (sinh năm 2002). Depp nói rằng việc có con đã mang lại cho anh ta một "nền tảng thực sự, một chỗ đứng vững chắc thực sự trong cuộc sống, trong công việc, trong mọi thứ. ... Bạn không thể hoạch định loại tình yêu sâu sắc dẫn đến kết quả của những đứa con. Tình phụ tử không một quyết định có ý thức. Đó là một phần của chuyến đi tuyệt vời mà tôi đã đi. Đó là định mệnh. Tất cả các phép toán cuối cùng đã thành công." Depp và Paradis thông báo rằng họ đã ly thân vào tháng 6 năm 2012.

#### Mối quan hệ với Amber Heard
Sau khi kết thúc mối quan hệ với Vanessa Paradis, Depp bắt đầu hẹn hò với nữ diễn viên Amber Heard, người mà anh đã đóng chung trong bộ phim The Rum Diary (2011). Cặp đôi kết hôn trong một buổi lễ dân sự vào tháng 2 năm 2015. Heard đệ đơn ly hôn vào tháng 5 năm 2016 và nhận được lệnh cấm tạm thời đối với Depp, cáo buộc rằng trong tòa án cô đã tuyên bố rằng anh ta đã và lạm dụng thể chất trong suốt mối quan hệ của họ, thường là khi đang bị ảnh hưởng bởi ma túy hoặc rượu. Depp phủ nhận những tuyên bố này và cáo buộc rằng cô đang "cố gắng đảm bảo một giải pháp tài chính sớm". Một thỏa thuận đã đạt được vào tháng 8 năm 2016, và vụ ly hôn được hoàn tất vào tháng 1 năm 2017. Heard bác bỏ lệnh cấm và họ đã đưa ra một tuyên bố chung nói rằng "mối quan hệ của họ là có đam mê mãnh liệt và đôi khi hay thay đổi, nhưng luôn bị ràng buộc bởi tình yêu. Không bên nào cáo buộc sai sự thật để trục lợi. Depp trả cho Heard một khoản tiền 7 triệu đô la Mỹ, cô đã cam kết quyên góp cho ACLU và Bệnh viện nhi Los Angeles (CHLA).

#### Kiện chống lại The Sun
Vào năm 2018, Depp đã đưa ra một vụ kiện phỉ báng ở Anh chống lại News Group Newspaper (NGN), nhà xuất bản của The Sun, đã gọi anh là "kẻ đánh vợ" trong một bài báo vào tháng 4 năm 2018. Vụ án được xét xử công khai vào tháng 7 năm 2020, với cả Depp và Heard đều làm chứng trong vài ngày. Vào tháng 11 năm 2020, Tòa án Tư pháp Tối cao ra phán quyết rằng 12 trong số 14 vụ bạo lực mà Heard tuyên bố là "về cơ bản là có thật". Tòa án bác bỏ cáo buộc của Depp về một trò lừa bịp và chấp nhận rằng những cáo buộc mà Heard đưa ra chống lại Depp đã làm tổn hại đến sự nghiệp và hoạt động của cô. Sau phán quyết, Depp từ chức khỏi loạt phim Fantastic Beasts, sau khi được công ty sản xuất Warner Bros., yêu cầu làm như vậy.
Depp tìm cách kháng cáo phán quyết, với các luật sư của anh ta cáo buộc Heard đã không tuân theo cam kết từ thiện và cam kết đã ảnh hưởng đáng kể đến quan điểm của thẩm phán về Heard. Đáp lại, nhóm pháp lý của Heard nói rằng cô ấy vẫn chưa quyên góp toàn bộ số tiền do Depp kiện cô ấy. Kháng cáo của Depp nhằm lật ngược bản án đã bị Tòa phúc thẩm bác bỏ vào tháng 3 năm 2021. Tòa phúc thẩm không thấy lập luận rằng cam kết từ thiện ảnh hưởng đến kết quả thuyết phục, vì thẩm phán trong phiên tòa đã đưa ra phán quyết của họ bằng cách đánh giá bằng chứng liên quan đến 14 vụ bạo lực bị cáo buộc; vấn đề quyên góp không phải là một phần của nó, mà là một bình luận được đưa ra sau khi phán quyết đã được đưa ra.

#### Kiện Heard và phản đối
Ngoài việc kiện The Sun vào năm 2018, Depp cũng đã kiện Heard vì tội phỉ báng ở Virginia, Hoa Kỳ vào đầu năm 2019 về một bài báo mà cô ấy đã viết về trải nghiệm của mình khi rời khỏi một mối quan hệ lạm dụng, được đăng bởi The Washington Post vào tháng 12 năm 2018. Depp cáo buộc rằng Heard là kẻ lạm dụng, rằng những cáo buộc của cô là một trò lừa bịp chống lại anh ta, và do đó, Disney đã từ chối mời anh ta vào các dự án trong tương lai. Vào tháng 10 năm 2020, thẩm phán trong vụ án đã sa thải luật sư Adam Waldman của Depp sau khi ông này tiết lộ thông tin bí mật được đề cập trong lệnh bảo vệ cho giới truyền thông. Sau phán quyết trong vụ kiện của Depp chống lại The Sun vào tháng sau, các luật sư của Heard đã đệ đơn yêu cầu bác bỏ đơn kiện phỉ báng, nhưng thẩm phán Penny Azcarate đã ra phán quyết bác bỏ vì Heard không phải là bị cáo trong vụ kiện ở Anh. Vào tháng 8 năm 2021, một thẩm phán New York đã ra phán quyết rằng ACLU phải tiết lộ các tài liệu liên quan đến cam kết từ thiện của Heard cho tổ chức. Vụ án phỉ báng chống lại Heard dự kiến sẽ được đưa ra xét xử tại Quận Fairfax, Virginia vào ngày 11 tháng 4 năm 2022. Vào ngày 1 tháng 6, Depp thắng trong phiên tòa xét xử tội phỉ báng trước Amber Heard.

### Sử dụng rượu và ma tuý
Depp đã phải vật lộn với chứng nghiện rượu và nghiện ngập trong phần lớn cuộc đời của mình. Anh ta đã nói rằng anh ta bắt đầu sử dụng ma túy bằng cách uống "thuốc thần kinh" của mẹ mình năm 11 tuổi, hút thuốc năm 12 tuổi và đến năm 14 tuổi đã sử dụng "mọi loại ma túy có". Trong một cuộc phỏng vấn năm 1997, Depp thừa nhận quá khứ lạm dụng rượu trong quá trình quay phim What's eat Gilbert Grape? (1993). Trong một cuộc phỏng vấn năm 2008, Depp nói rằng anh đã "đầu độc" bản thân bằng rượu "trong nhiều năm". Năm 2013, Depp tuyên bố rằng anh ấy đã ngừng uống rượu, nói thêm rằng anh ấy "khá nhiều đã có mọi thứ mà [anh ấy] có thể thoát ra khỏi nó"; Depp cũng cho biết, "Tôi đã điều tra kỹ lưỡng về rượu vang và rượu mạnh, và chắc chắn họ cũng điều tra tôi, và chúng tôi phát hiện ra rằng chúng tôi rất hợp nhau, nhưng có lẽ quá hợp nhau." Về việc chia tay với người bạn đời lâu năm Vanessa Paradis, Depp nói rằng anh ấy "chắc chắn sẽ không dựa vào đồ uống để xoa dịu mọi thứ hoặc giảm đòn hoặc đệm cho tình huống ... [bởi vì] điều đó có thể gây tử vong. "
Theo vợ cũ của anh, Amber Heard, Depp đã "rơi vào hố sâu của sự hoang tưởng và bạo lực sau khi nghiện ma túy và rượu" trong mối quan hệ của họ vào năm 2013–2016. Rolling Stone năm 2018 về Depp, phóng viên Stephen Rodrick đã viết rằng anh ta đã sử dụng hàm băm khi có mặt anh ta và mô tả anh ta là "xen kẽ vui nhộn, ranh mãnh và không mạch lạc"; Depp cũng nói rằng cáo buộc của những người quản lý doanh nghiệp cũ của anh rằng anh đã chi 30.000 đô la Mỹ mỗi tháng cho rượu là "xúc phạm" vì anh đã chi "nhiều hơn nhiều" so với số tiền đó. Trong phiên tòa xét xử tội phỉ báng năm 2020, MDMA và cocaine trong mối quan hệ của anh ta với Heard.

### Vấn đề pháp lý
Depp bị bắt tại Vancouver năm 1989 vì hành hung một nhân viên bảo vệ sau khi cảnh sát được gọi đến để kết thúc một bữa tiệc ồn ào tại phòng khách sạn của anh ta. Anh ta cũng bị bắt tại Thành phố New York vào năm 1994 sau khi gây ra thiệt hại đáng kể cho căn phòng của anh ta tại khách sạn The Mark, nơi anh ta đang ở cùng Kate Moss , bạn gái của anh ta. Các cáo buộc đã được bãi bỏ đối với anh ta sau khi anh ta đồng ý trả 9.767 đô la Mỹ tiền bồi thường thiệt hại.  Depp lại bị bắt vào năm 1999 vì ẩu đả với các tay săn ảnh bên ngoài một nhà hàng khi đi ăn tối ở London với Paradis.
Năm 2012, giáo sư y khoa Robin Eckert của UC Irvine bị tàn tật đã kiện Depp và ba công ty an ninh, tuyên bố rằng đã bị vệ sĩ của anh ta tấn công tại một buổi hòa nhạc ở Los Angeles năm 2011. Trong vụ việc, cô bị cho là bị còng tay và bị kéo lê 40 mét trên sàn, dẫn đến chấn thương bao gồm một khuỷu tay bị trật khớp. Cô lập luận trước tòa rằng, với tư cách là người quản lý trực tiếp của các nhân viên bảo vệ, Depp đã không can thiệp được, mặc dù anh ta không tham gia vào cuộc kiểm tra pin. Trước khi vụ án được đưa ra xét xử, Depp đã giải quyết với Eckert một khoản tiền không được tiết lộ, theo TMZ.
Vào tháng 4 năm 2015, vợ của Depp là Amber Heard đã vi phạm luật an toàn sinh học của Úc khi không khai báo hai con chó của cô và Depp với hải quan khi chúng bay đến Queensland, nơi anh đang đóng phim. Heard nhận tội làm giả tài liệu kiểm dịch, nói rằng cô đã mắc sai lầm do thiếu ngủ. Cô ấy đã bị đặt vào một trái phiếu hành vi tốt một tháng trị giá 1.000 đô la vì đã tạo ra một tài liệu sai lệch; Heard và Depp cũng phát hành một video trong đó họ xin lỗi về hành vi của mình và kêu gọi mọi người tuân thủ luật an toàn sinh học. Người bảo vệđã gọi vụ án này là "vụ án cách ly tội phạm có hồ sơ cao nhất" trong lịch sử Australia.
Vào tháng 3 năm 2016, Depp cắt đứt quan hệ với công ty quản lý của anh ấy, The Management Group (TMG) và đã kiện họ vào tháng 1 năm 2017 vì bị cáo buộc quản lý tiền không đúng cách và để lại cho anh ấy khoản nợ hơn 40 triệu đô la. TMG tuyên bố rằng Depp phải chịu trách nhiệm về việc quản lý tài chính yếu kém của mình và phản đối anh ta về các khoản phí chưa thanh toán. Trong một vụ kiện liên quan, Depp cũng kiện luật sư của mình, Bloom Hergott, vào tháng 1 năm 2017. Cả hai vụ kiện đã được giải quyết, vụ kiện trước vào năm 2018 và vụ kiện sau vào năm 2019.
Năm 2018, hai vệ sĩ cũ của Depp đã kiện anh ta vì các khoản phí không được trả và điều kiện làm việc không an toàn. Vụ kiện đã được giải quyết vào năm 2019. Cũng trong năm 2018, Depp bị kiện vì bị cáo buộc đánh và lăng mạ một thành viên phi hành đoàn khi đang uống rượu trên phim trường City of Lies.

### Quan điểm chính trị
Depp đã tuyên bố với tạp chí Stern của Đức vào năm 2003 rằng "Nước Mỹ đần độn, giống như một con chó con ngu ngốc có hàm răng to - có thể cắn và làm bạn bị thương, hung dữ."  Mặc dù sau đó anh ta khẳng định rằng tạp chí đã trích dẫn sai lời anh ta và lời nói của anh ta đã bị đưa ra khỏi ngữ cảnh, Stern vẫn giữ vững câu chuyện của nó, cũng như CNN khi đưa tin về cuộc phỏng vấn. CNN cho biết thêm nhận xét của ông rằng ông muốn các con của mình "coi nước Mỹ như một món đồ chơi, một món đồ chơi hỏng. Hãy điều tra một chút, kiểm tra nó, có được cảm giác này và sau đó thoát ra." Depp cũng không đồng ý với các báo cáo sau đó của phương tiện truyền thông coi anh là "người châu Âu", nói rằng anh thích sự ẩn danh và giản dị của cuộc sống ở Pháp trong mối quan hệ với Paradis.  Depp lại trở thành công dân Hoa Kỳ vào năm 2011, vì Pháp muốn anh trở thành thường trú nhân, mà theo anh là sẽ yêu cầu anh phải trả thuế thu nhập ở cả hai quốc gia.
Vào tháng 11 năm 2016, Depp tham gia chiến dịch Imprisoned for Art để kêu gọi trả tự do cho nhà làm phim Ukraine Oleg Sentsov , người đang bị giam giữ tại Nga. Tại Liên hoan Glastonbury 2017, Depp, khi chỉ trích Tổng thống Hoa Kỳ Donald Trump, đã hỏi: "Lần cuối cùng một diễn viên ám sát Tổng thống là khi nào? Tôi muốn làm rõ: Tôi không phải là một diễn viên. Tôi nói dối để kiếm sống. Tuy nhiên, nó đã được một thời gian và có lẽ đã đến lúc." Anh ấy nói thêm, "Tôi không bóng gió bất cứ điều gì". Bình luận được hiểu là ám chỉ John Wilkes Booth, nam diễn viên đã ám sát Abraham Lincoln. Shawn Holtzclaw của Sở Mật vụ nói với CNN rằng họ đã biết về bình luận của Depp, nhưng rằng "[f] hoặc lý do an ninh, chúng tôi không thể thảo luận cụ thể cũng như nói chung về các phương tiện và phương pháp chúng tôi thực hiện trách nhiệm bảo vệ của mình như thế nào". Depp xin lỗi ngay sau đó, nói rằng "[nhận xét] không được đưa ra như dự định, và tôi không có ý ác ý."

## Danh sách phim

### Điện ảnh
| Năm  | Phim                                                       | Vai diễn                                | Ghi chú          | Nguồn         |
| ---- | ---------------------------------------------------------- | --------------------------------------- | ---------------- | ------------- |
| 1984 | A Nightmare on Elm Street                                  | Glen Lantz                              |                  | [ 13 ] [ 14 ] |
| 1985 | Private Resort                                             | Jack Marshall                           |                  | [ 15 ]        |
| 1986 | Slow Burn                                                  | Donnie Fleischer                        |                  |               |
| 1986 | Platoon                                                    | Gator Lerner                            |                  | [ 16 ]        |
| 1990 | Cry-Baby                                                   | Wade "Cry-Baby" Walker                  |                  | [ 17 ]        |
| 1990 | Edward Scissorhands                                        | Edward Scissorhands                     |                  | [ 18 ]        |
| 1991 | Freddy's Dead: The Final Nightmare                         | Anh chàng trên TV                       |                  | [ 19 ]        |
| 1993 | Benny & Joon                                               | Sam                                     |                  | [ 20 ]        |
| 1993 | What's Eating Gilbert Grape                                | Gilbert Grape                           |                  | [ 21 ]        |
| 1993 | Arizona Dream                                              | Axel Blackmar                           |                  | [ 22 ]        |
| 1994 | Ed Wood                                                    | Ed Wood                                 |                  | [ 23 ]        |
| 1995 | Don Juan DeMarco                                           | Don Juan / John R. DeMarco              |                  |               |
| 1995 | Dead Man                                                   | William Blake                           |                  |               |
| 1995 | Nick of Time                                               | Gene Watson                             |                  |               |
| 1997 | Donnie Brasco                                              | Donnie Brasco / Joseph D. Pistone       |                  |               |
| 1997 | The Brave                                                  | Raphael                                 |                  |               |
| 1998 | Fear and Loathing in Las Vegas                             | Raoul Duke                              |                  |               |
| 1998 | L.A. Without a Map                                         | Chính anh / William Blake               |                  |               |
| 1999 | The Ninth Gate                                             | Dean Corso                              |                  |               |
| 1999 | Sleepy Hollow                                              | Ichabod Crane                           |                  |               |
| 1999 | The Astronaut's Wife                                       | Spencer Armacost                        |                  |               |
| 2000 | Chocolat                                                   | Roux                                    |                  |               |
| 2000 | Before Night Falls                                         | Lt. Victor / Bon Bon                    |                  |               |
| 2000 | The Man Who Cried                                          | Cesar                                   |                  |               |
| 2001 | Blow                                                       | George Jung                             |                  |               |
| 2001 | From Hell                                                  | Frederick Abberline                     |                  |               |
| 2003 | Once Upon A Time In Mexico                                 | Sheldon Sands                           |                  |               |
| 2003 | Cướp biển vùng Caribbean: Lời nguyền của tàu Ngọc Trai Đen | Thuyền trưởng Jack Sparrow              |                  |               |
| 2004 | Happily Ever After                                         | L'inconnu                               |                  |               |
| 2004 | Secret Window                                              | Morton "Mort" Rainey / John Shooter     |                  |               |
| 2004 | Finding Neverland                                          | J. M. Barrie                            |                  |               |
| 2004 | The Libertine                                              | John Wilmot, Bá tước thứ 2 xứ Rochester |                  |               |
| 2005 | Charlie và nhà máy sôcôla                                  | Willy Wonka                             |                  |               |
| 2005 | Cô dâu xác chết                                            | Victor Van Dort (lồng tiếng)            |                  |               |
| 2006 | Cướp biển vùng Caribbean: Chiếc rương tử thần              | Thuyền trưởng Jack Sparrow              |                  |               |
| 2007 | Cướp biển vùng Caribbean: Nơi tận cùng thế giới            | Thuyền trưởng Jack Sparrow              |                  |               |
| 2007 | Sweeney Todd: Gã thợ cạo ma quỷ trên phố Fleet             | Benjamin Barker / Sweeney Todd          |                  |               |
| 2009 | Kẻ thù quốc gia                                            | John Dillinger                          |                  |               |
| 2009 | Đánh cược với quỷ                                          | Tony (lần chuyển đổi thứ nhất)          |                  |               |
| 2010 | Alice ở xứ sở thần tiên                                    | Tarrant Hightopp / Mad Hatter           |                  |               |
| 2010 | Du khách bí ẩn                                             | Frank Tupelo / Alexander Pearce         |                  |               |
| 2011 | Rango                                                      | Rango (lồng tiếng)                      |                  |               |
| 2011 | Cướp biển vùng Caribbean: Suối nguồn tươi trẻ              | Thuyền trưởng Jack Sparrow              |                  |               |
| 2011 | The Rum Diary                                              | Paul Kemp                               |                  |               |
| 2011 | Jack and Jill                                              | Chính anh                               |                  |               |
| 2012 | Cớm học đường                                              | Thomas "Tom" Hanson, Jr., DEA           |                  |               |
| 2012 | Lời nguyền bóng đêm                                        | Barnabas Collins                        |                  |               |
| 2013 | Kỵ sĩ cô độc                                               | Tonto                                   |                  |               |
| 2013 | Lucky Them                                                 | Matthew Smith                           |                  |               |
| 2014 | Trí tuệ siêu việt                                          | Tiến sĩ Will Caster                     |                  |               |
| 2014 | Tusk                                                       | Guy LaPointe                            |                  |               |
| 2014 | Khu rừng cổ tích                                           | Sói                                     |                  |               |
| 2015 | Quý tộc săn tranh                                          | Charlie Mortdecai                       |                  |               |
| 2015 | Black Mass                                                 | James "Whitey" Bulger                   |                  |               |
| 2015 | London Fields                                              | Chick Purchase                          |                  |               |
| 2016 | Yoga Hosers                                                | Guy LaPointe                            |                  |               |
| 2016 | Donald Trump's The Art of the Deal: The Movie              | Donald Trump                            |                  |               |
| 2016 | Alice ở xứ sở trong gương                                  | Tarrant Hightopp / Mad Hatter           |                  |               |
| 2016 | Sinh vật huyền bí và nơi tìm ra chúng                      | Gellert Grindelwald                     |                  |               |
| 2017 | The Black Ghiandola                                        | Nuclear Med Tech                        | Phim ngắn        |               |
| 2017 | Cướp biển vùng Caribbean: Salazar báo thù                  | Thuyền trưởng Jack Sparrow              |                  |               |
| 2017 | Án mạng trên chuyến tàu tốc hành Phương Đông               | Samuel Ratchett / John Cassetti         |                  |               |
| 2018 | Sherlock Gnomes: Thám tử siêu quậy                         | Sherlock Gnomes (lồng tiếng)            |                  |               |
| 2018 | London Fields                                              | Chick Purchase                          | Uncredited cameo |               |
| 2018 | SInh vật huyền bí: Tội ác của Grindelwald                  | Gellert Grindelwald                     |                  |               |
| 2018 | The Professor                                              | Richard                                 |                  |               |
| 2018 | City of Lies                                               | Russell Poole                           |                  |               |
| 2019 | Waiting for the Barbarians                                 | Colonel Joll                            |                  |               |
| 2020 | Minamata                                                   | W. Eugene Smith                         | Nhà sản xuất     |               |

### Truyền hình
| Năm       | Tiêu đề               | Vai                             | Ghi chú                                                              | Nguồn |
| --------- | --------------------- | ------------------------------- | -------------------------------------------------------------------- | ----- |
| 1985      | Lady Blue             | Lionel Viland                   | Tập: "Beasts of Prey"                                                |       |
| 1986      | Slow Burn             | Donnie Fleischer                | Phim truyền hình                                                     |       |
| 1987–1990 | 21 Jump Street        | Officer Tom Hanson              | Sê-ri thông thường (80 tập)                                          |       |
| 1999      | The Vicar of Dibley   | Chính mình                      | Tập: "Celebrity Party"                                               |       |
| 2000      | The Fast Show         | Chính mình                      | Tập: "The Last Ever Fast Show"                                       |       |
| 2004      | King of the Hill      | Yogi Victor (lồng tiếng)        | Tập: "Hank's Back"                                                   |       |
| 2009      | SpongeBob SquarePants | Jack Kahuna Laguna (lồng tiếng) | Tập: "SpongeBob SquarePants vs. The Big One"                         |       |
| 2011      | Life's Too Short      | Chính mình                      | Tập 2                                                                |       |
| 2012      | Family Guy            | Edward Scissorhands             | Tập: "Lois Comes Out of Her Shell", cameo appearance in a voice role |       |
| 2020      | Puffins               | Johnny Puff (lồng tiếng)        | Miniseries; filming                                                  |       |

### Trò chơi điện tử
| Năm  | Tiêu đề                                              | Vai          | Ghi chú    | Nguồn |
| ---- | ---------------------------------------------------- | ------------ | ---------- | ----- |
| 2006 | Pirates of the Caribbean: The Legend of Jack Sparrow | Jack Sparrow | Lồng tiếng |       |
| 2011 | Lego Pirates of the Caribbean: The Video Game        | Jack Sparrow | Lồng tiếng |       |

### Phim tài liệu
| Năm  | Tiêu đề                                                             | Vai              | Ghi chú                   | Nguồn |
| ---- | ------------------------------------------------------------------- | ---------------- | ------------------------- | ----- |
| 1999 | The Source                                                          | Jack Kerouac     |                           |       |
| 2002 | Lost in La Mancha                                                   | Chính mình       | Uncredited                |       |
| 2003 | Breakfast with Hunter                                               | Chính mình       |                           |       |
| 2003 | Charlie: The Life and Art of Charles Chaplin                        | Chính mình       |                           |       |
| 2006 | Buy the Ticket, Take the Ride: Hunter S. Thompson on Film           | Chính mình       |                           |       |
| 2006 | Deep Sea 3D                                                         | Người dẫn chuyện | Giọng nói                 |       |
| 2006 | When the Road Bends... Tales of a Gypsy Caravan                     | Chính mình       |                           |       |
| 2007 | Joe Strummer: The Future Is Unwritten                               | Chính mình       |                           |       |
| 2007 | Runnin' Down a Dream                                                | Chính mình       |                           |       |
| 2008 | Gonzo: The Life and Work of Dr. Hunter S. Thompson                  | Người dẫn chuyện | Giọng nói                 |       |
| 2010 | When You're Strange                                                 | Người dẫn chuyện | Giọng nói                 |       |
| 2012 | For No Good Reason                                                  | Chính mình       |                           |       |
| 2012 | Radioman                                                            | Chính mình       |                           |       |
| 2012 | Sunset Strip                                                        | Chính mình       |                           |       |
| 2013 | Don't Say No Until I Finish Talking: The Story of Richard D. Zanuck | Chính mình       |                           |       |
| 2014 | Don Rickles: One Night Only                                         | Chính mình       | Phim tài liệu truyền hình |       |
| 2016 | Doug Stanhope: No Place Like Home                                   | N/A              | Nhà sản xuất điều hành    |       |
| 2018 | Platoon: Brothers in Arms                                           | Chính mình       |                           |       |
| 2020 | Crock of Gold: A Few Rounds with Shane MacGowan                     | Chính mình       | Cũng là nhà sản xuất      |       |